# Concours international de quatuor à cordes de la ville de Liège
Le Concours international de quatuor à cordes de la ville de Liège est un concours musical qui s'est tenu dans la ville de Liège de 1951 à 1972. Le concours avait pour objectif la mise en valeur de la forme du quatuor à cordes dans la musique de chambre. De renommée internationale, le concours était placé sous le haut patronage de Sa Majesté la Reine Élisabeth de Belgique.

## Historique
En 1951, avec l'appui de Paul Renotte, Échevin des Beaux-Arts de la ville de liège, de l'A.S.B.L."Le Grand Liège"et la collaboration du Quatuor Municipal de Liège, Louis Poulet met sur pied un concours d'un genre totalement nouveau en Europe, il s'agit d'une compétition qui a la particularité d'un triple objectif (composition-interprétation-lutherie), sa renommée devient très vite mondiale, et pendant plus de vingt ans, Liège aura le titre de "Capitale mondiale du quatuor à cordes".Il a un double but : enrichir la vie musicale liégeoise d'une institution à caractère international et faire découvrir au public l'une des expressions musicales les plus pures.
Le projet est d'envergure et fait se succéder en un cycle triennal un concours de composition (œuvres nouvelles pour quatuor à cordes), un concours d’interprétation et un concours de lutherie.

## Organisation
Les épreuves se déroulent chaque année en septembre, successivement au Musée des Beaux arts, au château de Wégimont, puis à la chapelle du Vertbois, à l'Émulation et dans la salle du Conservatoire.
Louis Poulet est le créateur et l'organisateur du concours, il fait partie du Quatuor municipal de Liège,dont il est l'altiste.
Le Quatuor, à cette époque, est complété par Henri Koch (1er violon), Emmanuel Koch (2d violon), Éric Feldbush (violoncelle). Pour les concours de composition, ils déchiffrent plus d'une centaine d’œuvres inédites, et pour ceux de lutherie ils jouent sur plus de trente instruments différents.
Ils sont honorés du Haut Patronage de Sa Majesté La Reine Élisabeth de Belgique qui, dès le départ, n'a cessé de soutenir et d'encourager le concours et assistera régulièrement à différentes épreuves.
De nombreuses personnalités musicales de l'époque seront conviées lors des différentes épreuves.
Le comité d'honneur réunit des sommités comme Luigi Dallapicolla, Frank Martin, Jean Sibélius, Fernand Quinet, Florent Schmitt, la "Music foundation Koussevitsky"...
Les jurys se composent de personnalités musicales aussi importantes que Jean Absil, Paul Collaer, Henri Gagnebin, Roland Manuel, Goffreo Petrassi, Witold Lutoslawski, Giorgio Ferrari, Hans-Erich Apostel, et pour la lutherie Leandro Bisiach (en), René Vannes, Max Millant, Marcel Vatelot...

## Sessions de composition (1951, 1953, 1956, 1959, 1962, 1965, 1969, 1972)
L'intérêt majeur de cette session composition est d'enrichir la littérature moderne du quatuor et d'encourager les meilleurs compositeurs à s'attaquer à ce domaine difficile de la technique musicale. Cette épreuve convie les compositeurs de tous les pays, quels que soient leur langage ou leur technique, à s'intéresser à un genre de musique dotée d’une réputation de sévérité et dont les éditeurs sont peu friands. Des compositions nouvelles sont donc tirées de l'ombre et bon nombre d'entre elles, pour ne citer que le quatuor primé de Elliott Carter en 1953, vont faire leur chemin.
Le jury procède à une première sélection ; les œuvres la composant sont jouées par le quatuor municipal et enregistrées.
Lors d’une 2e sélection (lecture et écoute), 10 à 20 œuvres sont retenues pour les séances publiques où elles sont jouées pour sélectionner les 4 meilleures.
Quant aux œuvres elles-mêmes, elles proviennent de compositeurs venant de plus de 50 pays, le jury en reçoit jusqu'à 111. Leur difficulté technique est énorme et requiert l'intervention de musiciens confirmés capables de déchiffrer.

### Premiers prix
- 1951 : Grazina Bacewicz (Pologne) [17]
- 1953 : Elliott Carter (États-Unis) [18]
- 1956 : Manfred Kelkel (France)
- 1959 : pas de 1er prix
- 1962 : Giorgio Ferrari (IItalie)
- 1965 : Wilhelm Georg Berger (Roumanie)[19]
- 1969 : pas de 1er prix
- 1972 : pas de 1er prix

## Sessions d’interprétation (1952, 1955, 1958, 1964, 1969, 1972)
Cette session complète celle de composition en invitant les instrumentistes à former des groupes de quatuor à cordes pour diffuser sa littérature et pour servir les intérêts de la musique contemporaine.
Un programme est dicté pour chaque groupe devant le jury d'auditions publiques, il comprend : l'œuvre primée à la session composition (œuvre imposée), des œuvres choisies par les candidats, des parties d'œuvres choisies par le jury.
Les œuvres sont entendues par le jury lors d'auditions publiques, composé de musiciens prestigieux, il peut compter sur le soutien de maîtres réputés sur le plan international,.
L'impact est considérable, non seulement Liège se pare d'un éclat à l'étranger mais elle a le privilège de découvrir des œuvres nouvelles (dont le 13e quatuor de Chostakovitch). Pour le 20e anniversaire du concours le grand compositeur enverra un télégramme de félicitation.
L'avenir confirmera que grand nombre de groupes, primés ou non, seront appelés à une carrière internationale, dont le Quatuor Parrenin, le Vlachovo Quartet, le Quatuor Bartok, le Quatuor Glinka, le Quatuor lithuanien...

## Sessions de lutherie (1954, 1957, 1960, 1963, 1966, 1969, 1972)
Cette session a pour but d'encourager la facture de groupes instrumentaux de sonorité parfaite, homogène et équilibrée, ainsi que d’atténuer l'idée ancrée de la suprématie des instruments anciens. Le premier prix est acquis par la Ville de Liège, ce qui lui permettra de constituer une réserve d'instruments  à l'intention de jeunes artistes (instruments actuellement conservés par l'Orchestre philharmonique royal de Liège).
Les jurys et interprètes doivent juger la lutherie proprement dite et sa sonorité lors de séances publiques au cours desquelles le Quatuor Municipal de Liège joue une œuvre imposée.
Cette première session dépasse largement les espérances des organisateurs,.
Son impact est considérable, elle génère des lieux de réunion et de consultation réunissant les luthiers venant de nombreux pays  et cela fera progresser la facture des instruments.
Les luthiers participants et leur atelier ont aujourd'hui une renommée internationale : Jean Bauer (France, 1954), Pierre Gaggini  (France, 1957), J-M Peticolas(France, 1957), Bohumil Bucek (Thécoslovaquie, 1963), Sesto Rocchi (Italie, 1966), pas de 1er prix en 1969, Yvan Kaloferov  (Bulgarie, 1972)
En 1957 les normes de l'alto sont fixées (ce qui en dit long sur l'importance du concours)[Quoi ?].
Jacques Bernard, maître luthier liégeois, est commissaire du concours. 
Le secret du rayonnement rapide du concours résulte surtout de l'énergie et de la foi désintéressées de ses animateurs : Louis Poulet, remarquable organisateur, le Quatuor Municipal de Liège mais aussi le passé du lieu, Liège, terre de musiciens
"Liège est un point du globe où, sans qu'on puisse donner d'explication plausible, nombre de gens naissent musiciens, et la plupart des musiciens, violonistes" Marc Pincherle
En vingt ans le Concours international de Quatuor à cordes de la Ville de Liège a découvert plus de 200 luthiers, près de 500 partitions et plusieurs dizaines d'ensembles de quatuors, des conférences, des expositions de lutherie ont été organisées, des concerts ont eu lieu, notamment "L'histoire du quatuor " par le quatuor Juilliard.
En 1967 le concours fut réservé à la guitare(composition-lutherie-interprétation) avec le patronage de Pablo Casals et Joachim Rodrigo comme président du jury.
Chaque composition primée était éditée et mise au programme de différents concerts.
Les journaux de toutes tendances ont relaté chaque épreuve et la radio a retransmis les concerts.
Peu à peu, les subsides manquant, cette compétition internationale a eu de plus en plus de difficultés et après avoir regroupé les différentes épreuves en 1969  et en 1972, ce ne fut plus possible de l'organiser.

## Les résultats

### Composition
- 1951
  1. Grazyna Bacewicz (Pologne)
  2. Daniel Ruyneman  (Pays-Bas)
  3. Géza Frid (Hongrie)
  4. Franco Donati (Italie)

55 compositions pour 13 pays
- 1953
  1. Elliott Carter ( U.S.A)
  2. Stanislaw  Skrowaczewski (Pologne)
  3. Oscar Van Hemel (Pays-Bas)

117 compositions pour 19 pays
- 1956
  1. Manfred Kelkel (France)
  2. Grazyna Bacewicz (Pologne)
  3. Amédée Borsari (France) - Wilfried Josephs (Angleterre)
  4. Géza Frid (Hongrie)

Prix sabam René Driessen (Belgique)
96 compositions pour 23 pays
- 1959
  1. Ernst Roters (Allemagne)
  2. Luis Filipe Pires (Portugal) - Jacqueline Fontyn (Belgique)
  3. Emil Petrovics (Hongrie)

25 compositions pour 15 pays
- 1962
  1. Giorgio Ferrari (Italie)
  2. Wolfgang Fraenkel (U.S.A)
  3. Yorgos Sicilianos (Grèce)

distinction Szymon Laks (France)
67 compositions pour 15 pays
- 1965
  1. Wilhelm Georg Berger (Roumanie)
  2. Willy Kersters (Belgique)
  3. Herman Mulder (Pays-Bas)

50 compositions pour 12 pays
- 1969
pas de prix ni distinction
50 compositions pour 16 pays
- 1972
  1. Gregory Kosteck (U.S.A)
  2. Jacques Leduc (Belgique)

58 compositions pour 18 pays

### Lutherie
- 1954
  1. Jean Bauer  (France)
  2. Max Millant (France)
  3. Max Möller (Pays-Bas)

35 quatuors pour 14 pays
- 1957
  1. Pierre Gaggini (France)
  2. Giuseppe Lucci (Italie)
  3. Giuseppe Lucci

41 quatuors pour 13 pays
- 1960
  1. Jean Petitcolas (France)
  2. Sesto Rocchi (Italie)
  3. Vladimir Pilar (Tchécoslovaquie)

34 quatuors pour 12 pays
- 1963
  1. Bohumil Bucek (Tchécoslovaquie)
  2. Sesto Rocchi ( Italie)
  3. Vladimir Pilar (Tchécoslovaquie)

37 quatuors pour 15 pays
- 1966
  1. Sesto Rocchi (Italie)
  2. Marten Cornelissen (Pays-Bas)
  3. Sesto Rocchi ( Italie)

32 quatuors pour 13 pays
- 1967 concours de guitare
  - lutherie
    1. Daniel Friederich (France)

  - sonorité
    1. Masaru Kohno (Japon) interprétation
    2. Betho Davezac (Uruguay)
- 1969
  1. Helmut Mûller (Allemagne)

15 quatuors pour 12 pays
- 1972
  1. Yvan  Kaloferov (Bulgarie)
  2. Josef Swirek (Pologne)
  3. Jan Pötzl (Thécoslovaquie)

14 quatuors pour 9 pays

De nombreuses médailles et distinctions ont été également décernées

### Interprétation
- 1952
  1. Quatuor Parrenin (France)
  2. Quartetto della Cita di Torino (Italie)

6 groupes pour 5 pays
- 1955
  1. Vlachovo Kvarteto (Hongrie)
  2. Bastiaan Quartett (Allemagne) - Cuarteto Classico (Espagne) - Quatuor Pauk (Hongrie)
  3. Quatuor Pro Arte (France)

9 groupes pour 8 pays
- 1958
  1. Quatuor Weiner (Hongrie)
  2. Nuovo Quartetto di Milano - Kvarteto Mesta Prahy (Tchécoslovaquuie)
  3. Oberlin String Quartet (U.S.A)

9 groupes pour 6 pays
- 1961
pas de concours
- 1964
  1. Quatuor Bartok (Hongrie)
  2. Quatuor Dimov (Bulgarie) - Quatuor Lithuanien (U.R.S.S)
  3. Sebastian Quartet (Luxembourg)

9 groupes pour 9 pays
- 1969
  1. Quatuor de l'Union des Composteurs soviétiques
  2. Quatuor Schunk (RDA)
  3. Quatuor Lindsay (Grande-Bretagne)
  4. Quatuor Ruha (Roumanie)

8 groupes pour 7 pays
- 1972
  1. Quatuor lithuanien de Vilnius (U.R.S.S)
  2. Quatuor de Moscou (U.R.S.S) - Quatuor d' État Academia (Roumanie)
  3. Quatuor Amati (Pays-Bas) -  Voces intimae (Finlande)

8 groupes pour 5 pays